# Эпенвёрден
Эпенвёрден (нем. Epenwöhrden) — община в Германии, в земле Шлезвиг-Гольштейн. 
Входит в состав района Дитмаршен. Подчиняется управлению КЛьГ Мельдорф-Ланд.  Население составляет 798 человек (на 31 декабря 2010 года). Занимает площадь 13,52 км².
Коммуна подразделяется на 4 сельских округа.
Главной достопримечательностью является сооружённый в 1900 году памятный монумент в честь исторического сражения при Хеммингштедте (1500), рядом с которым недавно открыт виртуальный мемориальный музей.